# Cá rựa
Cá rựa (Danh pháp khoa học: Macrochirichthys macrochirus) là một loài cá phân bố ở vùng Đông Nam Á và là loài cá lấy thịt. Ở Việt Nam, cá sống ở một số nơi trong vùng biển ở miền Trung Việt Nam.

## Đặc điểm
Cá rựa có hình dáng dài như cá hố, thân tròn, da có màu nâu xanh, sắc da không trắng mà xanh thân cá giống chiếc rựa, tên gọi cá rựa do ngư dân miền Trung Việt Nam gọi do có thể da cá màu xanh ánh bạc giống màu xanh thép đúng lửa, và hình dáng cá giống chiếc rựa (dao quắm) của người miền Trung
Trung bình mỗi con cá rựa to bằng bắp tay người lớn, dài khoảng 60 cm. Cá rựa thịt trắng, xương sống cứng, có nhiều xương dăm dọc theo sống lưng, thịt cá vừa dai vừa ngọt mềm Cá rựa khi to thì thân lắm xương xương bị cứng nhưng khi cá nhỏ thì thịt nhão ít ngon
Tại Việt Nam, loài cá này xuất hiện quanh năm nhưng nhiều nhất ở vùng biển miền Trung vào khoảng thời gian cuối mùa thu hay vào mùa hè và mùa thu. Ngư dân đánh được loại cá này ngoài khơi xa bằng cánh giăng lưới. Thịt cá rựa được dùng làm nguyên liệu để chế biến thành nhiều món ăn ngon như cá rựa bóp chanh, chả cá rựa, cháo cá rựa.... Cá rựa có thể được băm nhuyễn làm chả rồi tùy nhu cầu mà kho, nấu canh, chiên. Đặc biệt khi nấu cháo sẽ dậy vị ngọt lịm, béo bùi.